# Štěpán Smetáček
Štěpán Smetáček (* 24. července 1971 Praha) je český rockový bubeník. Hrál nebo hraje se skupinami Řetěz, Arakain, Vitacit, Die el. Eleffant!?, Wanastowi Vjecy, Miloš Dodo Doležal, Lucie, Pusa, Krausberry, Panika, N.O.D., Druhá tráva, Lenka Dusilová, Janek Ledecký, Žentour, NTS, Aleš Brichta Project
Pochází z muzikantské rodiny. Jeho děda byl světově proslulý dirigent Václav Smetáček, otec Pavel Smetáček významná osobnost českého jazzového traditionalu, matka muzikoložka. Od malička byl obklopen vážnou a jazzovou hudbou. V dětství neměl ani ponětí o tom, že existuje jiná hudba. Až v pubertě objevil u svého strýce gramofonové desky s beatovou a rockovou hudbou (Beatles, Pink Floyd a Jethro Tull) a přes své spolužáky později objevil Iron Maiden a Metallicu.
V prvním ročníku Pražské konzervatoře se stal členem heavy-metalové skupiny Řetěz a krátce nato začal hrát ve skupině Arakain. Následovala celá řada dalších projektů, skupin a angažmá. Na některých se podílel i jako autor nebo spoluautor. Od roku 1995 se věnoval vlastnímu projektu New Orchestra of Dreams (N.O.D.), v roce 2009 založil společně s Michalem Nejtkem a Petrem Tichým seskupení NTS. V současnosti hraje ve skupině Wanastowi Vjecy, Aleš Brichta Project, hraje s Jankem Ledeckým a jeho Žentourem, s Lucií revival, příležitostně vystupuje i se skupinou Krausberry. Věnuje se hudební režii, produkci a mixu hudby.
Jde o firemního hráče značky činelů Zildjian.
Šíři žánrového záběru Štěpána Smetáčka dokládá i jeho účast na experimentálním audio projektu Zima.
24. října 2024 oznámila kapela Lucie návrat bubeníka Štěpána Smetáčka jako hostujícího člena.

## Diskografie
- Řetěz: demos 1988-90
- Řetěz: „Rockmapa 2″ – Supraphon 1990
- Miloš Bok: „Missa Solemnis“ – Bestia 1990
- Arakain: „Schizofrenie“ – Supraphon 1991
- Vitacit: „Máte se hnout“ – Monitor 1992
- Wanastowi Vjecy: „Lži, sex & prachy“ – Popron Music 1992
- Lži, sex & prachy tour Part I., Part II. 1992
- Doležal, Brichta, Henych, Smetáček: „Zemětřesení“ – Popron Music 1993
- Trash on! tour(G. Mann-Dude, B. Sparks, M. Dodo Doležal, ŠS) – 1993
- Zemětřesení Tour – 1993
- Michal Penk: „Naopak“ – Popron Music 1993
- Anna K.: „Já nezapomínám“ – Popron Music 1993
- King Size: „Happy sapiens“ – Reflex records 1993
- P.B.CH.: „P.B.CH“ – Popron Music 1994
- Die El. Eleffant!?: „Elephantology?!“ – Popron Music 1994
- Czech Masters of bass guitars and drums : „Podnájem“ – Best I.A. 1995
- Wanastowi vjecy: „Andělé“ – B.M.music 1996
- Š.S. New Orchestra of Dreams: „…to be continued…“ – No Label 1996
- Wanastowi Vjecy: „333 stříbrných stříkaček“ – B.M.Music 1997
- Lucie: Pohyby tour – 1997
- Kamelot: „Země antilop“ – EMI 1998
- Krausberry: „Šiksa a gádžo“ – BMG 1998
- Peter Rowan a Druhá Tráva: „Peter Rowan a Druhá Tráva“ – Venkow records 1999
- Druhá Tráva: tour autumn 1998
- Peter Rowan a Druhá Tráva: tour spring 1999
- Š.S. New Orchestra of Dreams: „Thru“ – No Label 1999
- Wanastovi vjecy: „Hračky“ – B.M.Music 2000
- Doležal, Brichta, Henych, Smetáček: „Zemětřesení živě“ – Sokol’s Power Voice 2001
- Robert Křesťan a Druhá Tráva: „Best&Last“ – Universal Music Co 2001
- Lenka Dusilová & Secretion: tours 2001 – 2002
- Š.S. N.O.D. : „Drumart“ – No Label 2002
- Lenka Dusilová: „Spatřit světlo světa“ – B.M.Music 2003
- Lenka Dusilová & Secretion: koncerts 2003 – 2004
- Š.S. N.O.D.: „Loserlogy“ – No Label 2003
- Š.S. N.O.D.: „Rock’n'roll from Prague“ – Good Day Records 2004
- Kamelot: „Zvláštní svět“ – EMI 2004
- Snowboarďáci OST: „Soundtrack k filmu“ – Sony Music 2004
- Snouborďáci tour – 2004
- Petr Poláček a Iluze – Popron Music 2004
- Rafťáci „Soundtrack k filmu“ – Sony Music 2005
- Kashmir 9:41: „Sri Guru Vandana“ – Jagannatha Records 2006
- Ro(c)k podvraťáků „Soundtrack k filmu“ – Sony Music 2006
- Krausberry „Nálada“ – Levné knihy 2007
- Krausberry clubs and festivals concerts – 2004-2007
- New Orchestra of Dreams and guests concerts – 2005-2007
- New Orchestra of Dreams: „Pondělí“ (Singl) – Good Day Records 2007
- Slet bubeníků tour 2007 – 2007
- Aneta Langerová tours summer 2007, spring 2008
- Airfare tour spring and autumn 2008
- Štěpán Smetáček & friends: „Reculture“ – Good Day Records 2008
- Airfare: „Do You Like My Shit?“ – RGM 2009
- Airfare tour spring 2009
- Filip & Seven: „Filip“ – Jan Šťastný Agency 2009 /production&mix/
- Štěpán Smetáček N.O.D.: „Orchestra Mortus, Vivat Orchestra“ – Good Day Records 2009
- NTS: „Libido Trip“ – Guerilla Records 2009
- Flattus: „v přítmí“ – Flattus 2010 /production, mix/
- Filipes a plaché laňe: „Filipes a plaché laňe“ – Jan Šťastný Agency 2010 /music, production, mix/
- Mrakoplaš: „Děti této noci“ – Kašpar Production 2010 /mix/
- Josef „Bigu“ Vondruška: „Rock’n'rollový miláček“ – Guerilla Records 2010 /sound reconstruction/
- NTS: „PF 20:11″ (Permanent Frustration CD version) – Good Day Records 2010
- NTS: Permanent Frustration – LP – Good Day Records 2011
- Wanastowi Vjecy: „Letíme na Wenuši“ – Pink Panther Media 2011
- Aleš Brichta Project: „Údolí sviní“ – Popron Music 2013
- Pan Lynx - Kdo se bojí, musí do lesa - Europeana Production 2023